# Sibilant
Sibilant (lat: sibilo, "fløjte", "hvæse" eller "hvisle") eller rillehæmmelyd er konsonanter.
De frembringes som en frikativ med luftpassage langs en rille, centralt på tungen. 
I dansk er der to sibilanter:
- [ɕ] – som i [ɕɛːˀl], sjæl – fonologisk er det /s/+/j/.
- [s] – som i [sɛːˀl], sæl

## Strukturel inddeling
- Alveolær
  - [s], [z]

Postalveolær indeles i tre typer
- Palatoalveolær
  - [ʃ], [ʒ]
- Alveopalatal
  - [ɕ], [ʑ]
- Retrofleks
  - [ʂ], [ʐ]

| Sprog | Spire Denne artikel om sprog er en spire som bør udbygges. Du er velkommen til at hjælpe Wikipedia ved at udvide den. |